# So Alone
So Alone — дебютный студийный альбом Джонни Сандерса, бывшего гитариста New York Dolls и фронтмена The Heartbreakers, выпущенный 6 октября 1978 года. Рок-журнал Trouser Press назвал альбом «Сандерс в его лучшем проявлении» (англ. «Thunders at his best.»)
| Оценки критиков | Оценки критиков |
| Источник        | Оценка          |
| --------------- | --------------- |
| AllMusic        | [ 5 ]           |

## Об альбоме

### Предыстория записи альбома
В октябре 1977 года на английском лейбле Track Records, принадлежащем группе The Who, вышел первый альбом The Heartbreakers, L.A.M.F.. Музыканты были недовольны сведением альбома, и барабанщик Джерри Нолан решил уйти из группы. Отыграв несколько концертов с Терри Чаймсом из The Clash, заменившим Нолана, группа развалилась и её участники покинули Англию чтобы успеть в Нью-Йорк к Рождественским праздникам.
Сандерс же решил вернуться в Лондон и перевёз туда свою семью. В феврале 1978 года он начал выступать с группой, названной Living Dead. Участники Living Dead постоянно менялись и среди них были гитарист Стив Джонс и барабанщик Пол Кук из Sex Pistols, гитарист/вокалист Питер Перретт и барабанщик Майк Келли из The Only Ones, басист Пол Грэй и барабанщик Стив Никол из Eddie and the Hot Rods и Патти Палладин из дуэта Snatch, также уроженка Нью-Йорка.
Выступление Living Dead посетил менеджер группы The Pretenders и A&R-менеджер Real Records Дэйв Хилл и заключил договор с Джонни Сандерсом. В результате, в мае 1978 года на Real Records вышел дебютный сольный сингл Сандерса «Dead or Alive» с песней «Downtown» на обратной стороне. При записи песен ему помогали Пол Грей и Стив Никол.
Осенью того же года в интервью журналу Zigzag Сандерс сказал: «The Heartbreakers планировали вернуться все вместе, но этого не произошло. У меня была возможность записать альбом с синглом, так что я сделал альбом. Мне больше ничего не оставалось делать». В том же интервью он заявил: «У меня всегда было множество медленных песен. Они не хотели играть их в The Heartbreakers. Я всегда хотел записать их, но Джерри [Нолан] не любил играть медляки».

### Запись альбома
В сентябре 1978 года в качестве сингла была выпущена песня «You Can’t Put Your Arms Around a Memory», ставшая вторым синглом с него. На обратную сторону была помещена внеальбомная песня «Hurtin'» В записи песни «You Can’t Put Your Arms Around a Memory» Сандерсу помогали участники английской панк-группы The Only Ones — фронтмен Питер Перрет, сыгравший на гитаре и записавший бэк-вокал и барабанщик Майк Келли, а также басист Eddie and the Hot Rods Пол Грей. Сандерс неоднократно называл «You Can’t Put Your Arms Around a Memory» любимой песней из тех, что он написал.
В записи альбома приняли участие различные комбинации музыкантов Living Dead. Запись и выпуск альбома занял три недели и So Alone был выпущен 6 октября 1978 года. Продюсерами альбома выступил Сандерс и Стив Лиллиуайт, работавший тогда над альбомами Ultravox и Eddie and the Hot Rods, а также им помогли Стив Джонс и Питер Перретт. Так как Сандерс плотно сидел на героине, запись проходила хаотично и ненормированно. Многие песни, записанные для альбома представляют собой кавер-версии других исполнителей, перепетые Сандерсом песни New York Dolls.

### Информация о композициях
В основу песни «Leave Me Alone» легла песня New York Dolls «Chatterbox», к которой Сандерс переписал текст. Песня «Dead or Alive» является видоизменённой «Born to Lose» из репертуара The Heartbreakers. Песня «London Boys» изначально предназначалась для The Heartbreakers: группа записала песню в конце 1977 года. Она является ответом Сандерса Джонни Роттену и менеджеру Sex Pistols и одно время менеджеру Dolls Малкольму Макларену на песню Sex Pistols «New York». В записи «London Boys» приняли участие Стив Джонс и Пол Кук из Sex Pistols и Фил Лайнотт из Thin Lizzy
Сандерс не был доволен тем как «Subway Train» звучала на дебютном альбоме New York Dolls и решил перезаписать её. В интервью журналу Zigzag он сказал: «Я написал музыку и слова [для „Subway Train“] и Дэвид [Йохансен] написал пару моментов. Я всегда хотел спеть её». Генри Пол, один из трёх гитаристов, сыгравших на ней, был французским подростком, который играл на басу на некоторых концертах Living Dead.
Песня Отиса Блэкуэлла «Daddy Rollin’ Stone» изначально записывалась New York Dolls в 1975 году для концертного альбома Red Patent Leather. На запись песни для So Alone Сандерс пригласил фронтмена Thin Lizzy Фила Лайнотта и бывшего вокалиста Small Faces и Humble Pie Стива Мэрриотта, которые спели по куплету песни. Песня «Downtown», изначально называвшаяся «Down, Down Downtown», была также написана во время пребывания в Dolls и записана для альбома Red Patent Leather. Кавер-версия песни The Shangri-Las «Great Big Kiss» до этого исполнялась на концертах Dolls.
В 1992 году вышло CD-издание альбома So Alone. Помимо основного альбома, оно включало в себя би-сайды «Dead or Alive» и «Hurtin’», а также две песни, записанные для альбома, но не вошедшие в него: «So Alone» и кавер-версию T. Rex «The Wizard».

## Список композиций
| №   | Название                                             | Автор(ы)                      | Длительность |
| --- | ---------------------------------------------------- | ----------------------------- | ------------ |
| 1.  | «Pipeline» (кавер-версия The Chantays)               | Боб Спайкард, Брайан Кармен   | 2:21         |
| 2.  | «You Can’t Put Your Arms Round a Memory»             | Джонни Сандерс                | 3:45         |
| 3.  | «Great Big Kiss» (кавер-версия The Shangri-Las)      | Тейт, Кэтсайд, Парсонс        | 3:22         |
| 4.  | «Ask Me No Questions»                                | Сандерс                       | 3:32         |
| 5.  | «Leave Me Alone»                                     | Сандерс                       | 2:44         |
| 6.  | «Daddy Rollin’ Stone» (кавер-версия Отиса Блэкуэлла) | Отис Блэкуэлл                 | 3:19         |
| 7.  | «London Boys»                                        | Билли Рэт, Уолтер Лю, Сандерс | 2:46         |
| 8.  | «(She’s So) Untouchable»                             | Сандерс                       | 2:53         |
| 9.  | «Subway Train»                                       | Сандерс, Дэвид Йохансен       | 4:09         |
| 10. | «Downtown»                                           | Сандерс, Йохансен             | 3:12         |

| №   | Название                           | Автор(ы)           | Длительность |
| --- | ---------------------------------- | ------------------ | ------------ |
| 11. | «Dead or Alive»                    | Сандерс            | 3:10         |
| 12. | «Hurtin’»                          | Сандерс, Генри Пол | 3:04         |
| 13. | «So Alone»                         | Сандерс            | 4:52         |
| 14. | «The Wizard» (кавер-версия T. Rex) | Марк Болан         | 3:23         |

## Над альбомом работали
- Джонни Сандерс — вокал, соло-гитара, акустическая гитара, ритм-гитара;
- Стив Джонс — соло-гитара в песнях 1 и 7, гитара в песнях 3, 5, 6, бэк-вокал, обложка;
- Питер Перретт — гитара в песнях 2, 4, 8, 9, вокал в песнях 2, 4, 9;
- Уолтер Лю — гитара на «Great Big Kiss»;
- Генри Пол — гитара на «Subway Train», соло-гитара на «Hurtin’»;
- Фил Лайнотт — бас-гитара в песнях 1, 5, 6, 7, 12, вокал на «Daddy Rollin’ Stone»;
- Пол Грэй — бас-гитара в песнях 2, 4, 8, 9, 10;
- Билли Рэт — бас-гитара на «Great Big Kiss»;
- Пол Кук — барабаны в песнях 1, 3, 5, 6, 7;
- Майк Келли — барабаны на песнях 2, 4, 8, 9, 12;
- Стив Никол — барабаны на «The Wizard»;
- Джон «Ирландец» Эрл — саксофон в песнях 3, 8, 9;
- Стив Лиллиуайт — фортепиано на «Great Big Kiss»;
- Стив Мэрриотт — фортепиано, гармоника и вокал на «Daddy Rollin’ Stone»;
- Патти Палладин — вокал на 3 и 9;
- Крисси Хайнд — вокал на «Subway Train»;
- Коулла Какоулли — вокал на «Subway Train».

Производство
- Джонни Сандерс — продюсер;
- Стив Лиллиуайт — продюсер, звукорежиссёр;
- Билл Смит — дизайн, арт-директор;
- Питер Грэйевелл — фотографии;
- Ли Хершберг — ремастеринг переиздания;
- Молли Рив-Моррисон — координатор проекта при переиздании;
- Айра Роббинс — сопродюсер переиздания, аннотация;
- Джо Макивен — сопродюсер переиздания.